# 金廷錫
金 廷錫（キム ジョンソク、朝鮮語: 김정석、朝鮮語ラテン翻字: Kim Jeong-Seok, 1994年1月3日 - ）は、大韓民国出身のプロサッカー選手。ポジションはミッドフィールダー。

## 来歴
中学2年の時まで韓国国内でプレーした。中学2年の時に柳想鐵が中華人民共和国・広州市で開校したMBC Lito International FC（ユ・サンチョル国際サッカークラブ）を知ることになり、単身留学をした。ただ同クラブは2008年を持って閉校したため帰国した。
2009年、春川機械工業高等学校サッカー部が新設されその監督に柳想鐵が就任する ことになり、そのサッカー部1期生として入学し、柳から直接指導を受けた。
高校卒業時点ではどこからもオファーが来ず、浪人の形でいくつかのクラブに練習参加した。2012年夏、知人の紹介でサンフレッチェ広島の練習に参加した。
2013年、広島とプロ契約。クラブ側は後に、将来性を買ったのと海外クラブへ移籍した場合に発生する移籍金を目論んで獲得したと述べている。同期入団は朴亨鎮・野津田岳人・浅野拓磨。ただ出場機会はなかった。
2014年、ロアッソ熊本へ期限付き移籍となった。熊本では当初はボランチとして練習を行っていた が、ボランチでの出場機会はなく、本来のポジションである攻撃的MFでの起用が主体であった。が、持ち前のドリブル突破が活きる試合は少なく、出場数も6試合にとどまった。
2015年、この年からJ3リーグに加入するレノファ山口FCに期限付き移籍 したがリーグ戦での出場は無し。7月に古澤慶太と共にFC刈谷に期限付き移籍した。ここでも出場機会はなく、オフに広島を契約満了となった。
2016年、韓国に戻り5部相当であるK3ベーシックリーグの楊平FCに加入。K3アドバンスリーグへの昇格に貢献したものの同年に退団。

## 個人成績
| 国内大会個人成績 | 国内大会個人成績 | 国内大会個人成績 | 国内大会個人成績 | 国内大会個人成績 | 国内大会個人成績 | 国内大会個人成績 | 国内大会個人成績 | 国内大会個人成績 | 国内大会個人成績 | 国内大会個人成績 | 国内大会個人成績 |
| 年度             | クラブ           | 背番号           | リーグ           | リーグ戦         | リーグ戦         | リーグ杯         | リーグ杯         | オープン杯       | オープン杯       | 期間通算         | 期間通算         |
| 年度             | クラブ           | 背番号           | リーグ           | 出場             | 得点             | 出場             | 得点             | 出場             | 得点             | 出場             | 得点             |
| 日本             | 日本             | 日本             | 日本             | リーグ戦         | リーグ戦         | リーグ杯         | リーグ杯         | 天皇杯           | 天皇杯           | 期間通算         | 期間通算         |
| ---------------- | ---------------- | ---------------- | ---------------- | ---------------- | ---------------- | ---------------- | ---------------- | ---------------- | ---------------- | ---------------- | ---------------- |
| 2013             | 広島             | 32               | J1               | 0                | 0                | 0                | 0                | 0                | 0                | 0                | 0                |
| 2014             | 熊本             | 28               | J2               | 6                | 0                | -                | -                | 0                | 0                | 6                | 0                |
| 2015             | 山口             | 24               | J3               | 0                | 0                | -                | -                | -                | -                | 0                | 0                |
| 2015             | 刈谷             | 26               | 東海1部          | 0                | 0                | -                | -                | -                | -                | 0                | 0                |
| 通算             | 日本             | 日本             | J1               | 0                | 0                | 0                | 0                | 0                | 0                | 0                | 0                |
| 通算             | 日本             | 日本             | J2               | 6                | 0                | -                | -                | 0                | 0                | 6                | 0                |
| 通算             | 日本             | 日本             | J3               | 0                | 0                | -                | -                | -                | -                | 0                | 0                |
| 通算             | 日本             | 日本             | 東海1部          | 0                | 0                | -                | -                | -                | -                | 0                | 0                |
| 総通算           | 総通算           | 総通算           | 総通算           | 6                | 0                | 0                | 0                | 0                | 0                | 6                | 0                |

| 国際大会個人成績 | 国際大会個人成績 | 国際大会個人成績 | 国際大会個人成績 | 国際大会個人成績 |
| 年度             | クラブ           | 背番号           | 出場             | 得点             |
| AFC              | AFC              | AFC              | ACL              | ACL              |
| ---------------- | ---------------- | ---------------- | ---------------- | ---------------- |
| 2013             | 広島             | 32               | 0                | 0                |
| 通算             | AFC              | AFC              | 0                | 0                |

- Jリーグ初出場 - 2014年6月7日 J2 第17節 ギラヴァンツ北九州戦（北九州市立本城陸上競技場）
  - 82分、中山雄登に代わり途中出場

## タイトル

### クラブ
サンフレッチェ広島
- Jリーグ ディビジョン1：1回（2013年）
- ゼロックススーパーカップ：1回（2013年）